# Manoel Alexandre Marcondes Machado
Manoel Alexandre Marcondes Machado (Vassouras, 30 de junho de 1877 — Campinas, 15 de março de 1968) foi um médico e político brasileiro.
Seus estudos iniciais deram-se em Guaratinguetá e em Taubaté, no interior do Estado de São Paulo. Em 1894, mudou-se com seus pais para a capital do Estado, onde prosseguiu seus estudos. Ingressou como praticante nos Correios e Telégrafos em 1895, via concurso público, transferindo-se para o Rio de Janeiro em 1898. Nesta cidade, inscreveu-se no curso de medicina, passando por sérias dificuldade financeiras para cumprir com suas obrigações funcionais e com os estudos. Durante o quarto ano do curso, foi aprovado em concurso para interno no Hospital da Marinha, estagiando no Hospital Central da Ilha das Cobras e no Hospital de Beribéri.
Graduou-se em 1903. Defendeu tese em 1904 “Da bronco-pneumonia complicando a coqueluche”. Retornou a São Paulo, iniciando suas atividades profissionais no distrito de Sousas, em Campinas, no interior do Estado. Nesta localidade, instalou seu consultório médico, bem como um laboratório para produção de soros. Começou sua clínica em Souzas, ao lado do saudoso Dr. Barbosa de Barros, onde permaneceu 6 anos, tendo exercido os cargos de Juiz de Paz, e médico do Posto de Tracoma, gratuitamente. Seu laboratório ganhou notoriedade ao fornecer soro renal caprino para tratamento do então Presidente da República Afonso Pena, rendendo-lhe convite para atuar como pesquisador no Hospital de Manguinhos, convite este que recusou.
Em 1910, transferiu sua clínica para o centro de Campinas, dedicando-se à clínica geral, à ginecologia e à obstetrícia. Ingressou no corpo clínico da Santa Casa de Misericórdia de Campinas e do Circolo Italiani Uniti, hoje Casa de Saúde Campinas. Em 1918, assumiu a direção do posto de vacinação anti-variólica da prefeitura de Campinas. Participou ativamente da campanha contra a gripe espanhola, acabando por contrair a doença, da qual recuperou-se após 60 dias de convalescença. Foi presidente do Asilo de Inválidos de Campinas por 25 anos consecutivos.
Em 11 de abril de 1947, foi nomeado prefeito de Campinas pelo governador Ademar de Barros, exercendo o cargo até o final do mesmo ano. Durante seu curto mandato, apesar das dificuldades financeiras pelas quais passava o município, ampliou a capacidade do sistema de abastecimento de água e iniciou a aquisição dos iniciais 100 alqueires, parte da área onde hoje se encontra o Aeroporto de Viracopos.
Morreu em 1968, aos 90 anos.